# José Miguel Heredia
José Miguel Heredia (Pergamino, provincia de Buenos Aires, 29 de abril de 1933 - CABA, Capital Federal, Argentina, 24 de abril de 2009) fue un humorista gráfico, dibujante y periodista argentino.

## Biografía
"Nací un 30 de abril, fecha sandwich entre el Dia del Animal y la Fiesta del Trabajo con lo cual, en lugar de salvarme de las bromas, las ligué por partida doble."

José Miguel Heredia nació en la ciudad de Pergamino, provincia de Buenos Aires el 30 de abril de 1933, hijo del matrimonio
de José Heredia y Carmen Román.
Terminó la primaria en la Escuela Nº 6 de su ciudad natal y los estudios secundarios (se recibió de perito mercantil) en la Escuela Comercial "Esteban Echeverría".
Desde pequeño manifestó su inclinación artística. A los 12 años hacía imitaciones en el estilo de Pepe Iglesias "el Zorro", con guiones escritos por su padre (un oficial ajustador del Ferrocarril Belgrano Norte, llamado entonces "Compañía General Buenos Aires, de propiedad francesa)
Luego de eso comenzó a interesarse por el dibujo y el periodismo. 
Por intermedio de un amigo de su padre comenzó a escribir para un periódico local.
En la misma ciudad cursó estudios en la Escuela Municipal de Bellas Artes.
Más adelante tomaría lecciones de dibujo por correspondencia con Carlos Clemen a quien conocería más tarde en Buenos Aires, con Pablo Pereyra. y con Alberto Breccia

"Bueno, pasemos revista a las primeras promociones.
¿De los primeros? A ver, déjeme pensar: Heredia
¿Que Heredia?
El de Perro Mundo. El ya estaba conmigo en la calle Paraná.

(Breccia, el Viejo; pág. 95 - Juan Sasturain - Ediciones Colihue - 2013)"

Vivió en Pergamino hasta los 22 años y por motivos laborales (trabajaba en la Junta Nacional de Granos) se traslada a Capital Federal (hoy CABA) dónde nacería su primer hijo, fruto de su matrimonio con Edith Cavaleri.
Ingresó al ambiente del dibujo en Buenos Aires casi por casualidad. En una oportunidad, concurrió a la Asociación de Dibujantes
para recibir orientación y lo recibió el secretario, Luis Francetti. "¿Ud. me dijo que es perito mercantil? Acá necesitamos alguien que lleve la contaduría". Trabajando como administrativo fue que conoció a grandes ilustradores como Fantasio (Juan Gálvez Elorza), Raúl Manteola y Bernabó
Posteriormente se traslada con su joven familia al conurbano bonaerense, pasando fugazmente por diversas localidades como
Lomas de Zamora y Monte Grande para finalmente en 1969 afincarse en Adrogué, donde nacería su segundo hijo.
En esta ciudad la muerte lo sorprende en plena actividad creativa el 24 de abril de 2009 a los 75 años de edad.
Sus restos descansan en el Cementerio Municipal de Almirante Brown, en la localidad de Rafael Calzada, provincia de Buenos Aires.

## Trayectoria
"Estando en quinto grado, la maestra nos pidió un dibujo sobre el primer gobierno patrio. hice una ilustración enfocando la Primera Junta desde arriba (...) Las vigas aparecían en primer plano y sobre una de
ellas había una laucha (...) Creo que ése fue mi debut como humorista."

Comenzó su carrera profesional como periodista y la continuó, entre otras actividades, como dibujante, retratista y narrador.
Como dibujante y humorista gráfico ha integrado las redacciones de diversos medios periodísticos, Diario Crítica, Rico Tipo, ediciones Mazzone, Diario La Nación, entre muchos otros.
En su última etapa creativa, se dedicó al desarrollo del "cuento breve jocoserio" y a la docencia en la
Asociación Estímulo de Bellas Artes

### Primeros años
A los trece años escribía sobre los sucesos deportivos del fin de semana en un (hoy desaparecido) diario de Pergamino llamado El Conductor.
Su primer trabajo se publicó en la revista Avivato, de Jorge Palacio, hijo del fallecido Lino Palacio. 

En el diario Crítica dibujaba reconstrucciones de crímenes. (desde 1961 hasta su cierre en 1962)

### Labor periodística
Fue director de la revista TV en Broma, primera en satirizar los contrenidos de los programas televisivos.
Fue editor de la revista de IBM de la Argentina y colaborador en la revista Bancarios del Provincia.
Ha ilustrado libros y actuado en la Feria Internacional del Libro, Buenos Aires, Argentina en el stand del diario La Nación 
realizando "retratos periodísticos" de variadas celebridades asistentes.

### Exposiciones y conferencias
Ha participado en conferencias y mesas redondas con diversas personalidades del quehacer cultural.
Ha expuesto como dibujante en diversos salones de todo el país.
Párrafo aparte merece su incursión en el arte dadaísta, tal como lo expuso en el Museo Sempere de la localidad de Burzaco.

### Perro Mundo
Su tira Perro Mundo publicada durante casi 30 años en el diario Diario La Nación y luego de un período de ausencia en el diario La Prensa, se erigió como una particular combinación de poesía, crítica diaria y observación de costumbres. Esta fue sin duda su obra más reconocida.
Los ojos de los lectores se dirigían casi instintivamente a buscarla entre las demás.

"Perro Mundo es una obra de autor y tengo que agradecérselo a la libertad que me dio el diario (...) 
Siempre quise mezclar guión, literatura y poesía."

## Libros publicados
- 1968 "Perro Mundo" (Selección de las tiras publicadas en el diario La Nación. Ed. Ediciones Internacionales).
- 1977 "Perro Mundo 1" (Selección de las tiras publicadas en el diario La Nación. Ed. La empresa de las buenas cosas SRL).
- 1989 "Perro Mundo por Heredia" (Biblioteca Grandes Humoristas Argentinos. Ed. Hyspamérica)
- 2001 "Perro Mundo TEAlegra" (sic) (Asociación Cultural TEA, Pergamino, Pcia. Bs. As)
- 2006 "El Guante de Hierro y La Mariposa" (Ed. La Crujía)  ISBN 978-987-601-002-3

## Distinciones recibidas

### Principales premios
- 1976 Primer premio en la Categoría "Caricaturas" en el Concurso Anual ADEPA-Rizzuto, por su historieta Perro Mundo. Por primera vez se premia a una historieta.
- 1980 Premio Nacional de la Subsecretaría de Protección Ambiental, en las distinciones que otorgó al periodismo y a los medios, sobre el tema "Contaminación del Ambiente" en la categoría "Humor"
- 1987 Estatuilla Santa Clara de Asís, premio que anualmente otorga la Liga de Madres de Familia.[12]

### Otros reconocimientos
- 1969 Mención Especial en el concurso periodístico anual ADEPA-Rizzuto, en la Categoría "Caricaturas"
- Diploma de Honor otorgado por la Sociedad Protectora de Animales.
- 1979 Medalla de Oro y Diploma en el certamen periodístico organizado por la empresa Di Tulio, sobre el tema "Calidad de Vida", en la categoría "Humor Gráfico"
- 1979 Mención especial en la sección "Dibujo", en el Salón de los Barrios de Buenos Aires, expuesto en el Fondo Nacional de las Artes
- Medalla de Oro, otorgada por la Comisión Coord. para el Día del Niño.
- Retorta de Oro, distinción del Inst. de Investigaciones Bioquímicas, Fundación Instituto Leloir.
- 1981 "El destornillador Salvador", distinción de la Asociación de Artistas Plásticos de Almirante Brown.
- 1982 Diploma de la Asociación Argentina Protectora de Animales, en sus distinciones anuales, por una serie de la historieta Perro Mundo sobre una proyectada matanza de pingüinos, luego cancelada.[13]
- 1982 Diploma de la Universidad Tecnológica Nacional (Ftad. Gral. Pacheco)
- 1982 Plaqueta "Laurel de la Ternura", distinción de la Fundación Semana del Amigo, por la difusión del contenido ético de la amistad en la tira Perro Mundo.
- 1986 Bandeja de Plata LASAB (ASoc. para la salud bucal)
- 1987 "La Flor de la Amistad" distinción del Museo Claudio León Sempere, Burzaco, Pcia Buenos Aires.